# 9 Lives (Alexandra Stan)
9 Lives è un singolo della cantante rumena Alexandra Stan, pubblicato a livello internazionale nei download digitali il 13 gennaio 2017 ed estratto dall'album Alesta come sesto e ultimo singolo.

## Promozioni
Alexandra ha presentato il brano per la prima volta alla radio rumena "Pro FM" il 24 gennaio 2017 eseguendolo in una versione acustica; sempre in quell'occasione ha eseguito il suo celebre brano Mr. Saxobeat mixato con il brano We Found Love di Rihanna e Calvin Harris. 
Dopo qualche giorno la cantante ha eseguito nuovamente il brano nel un programma televisivo "Vorbește Lumea" sempre in Romania.

## Video musicale
Il video musicale uscito il 12 gennaio 2017 (ovvero un giorno prima della pubblicazione del singolo) sul canale YouTube della cantante, mostra la medesima con dei capelli lunghi e neri che canta e balla la canzone ad una zona portuale del suo paese di nascita, Costanza.

## Tracce
- Download digitale

1. 9 Lives (feat. Jahmmi) – 3:51
2. 9 Lives [Extended Version] (feat. Jahmmi) – 3:51